# 東風平町

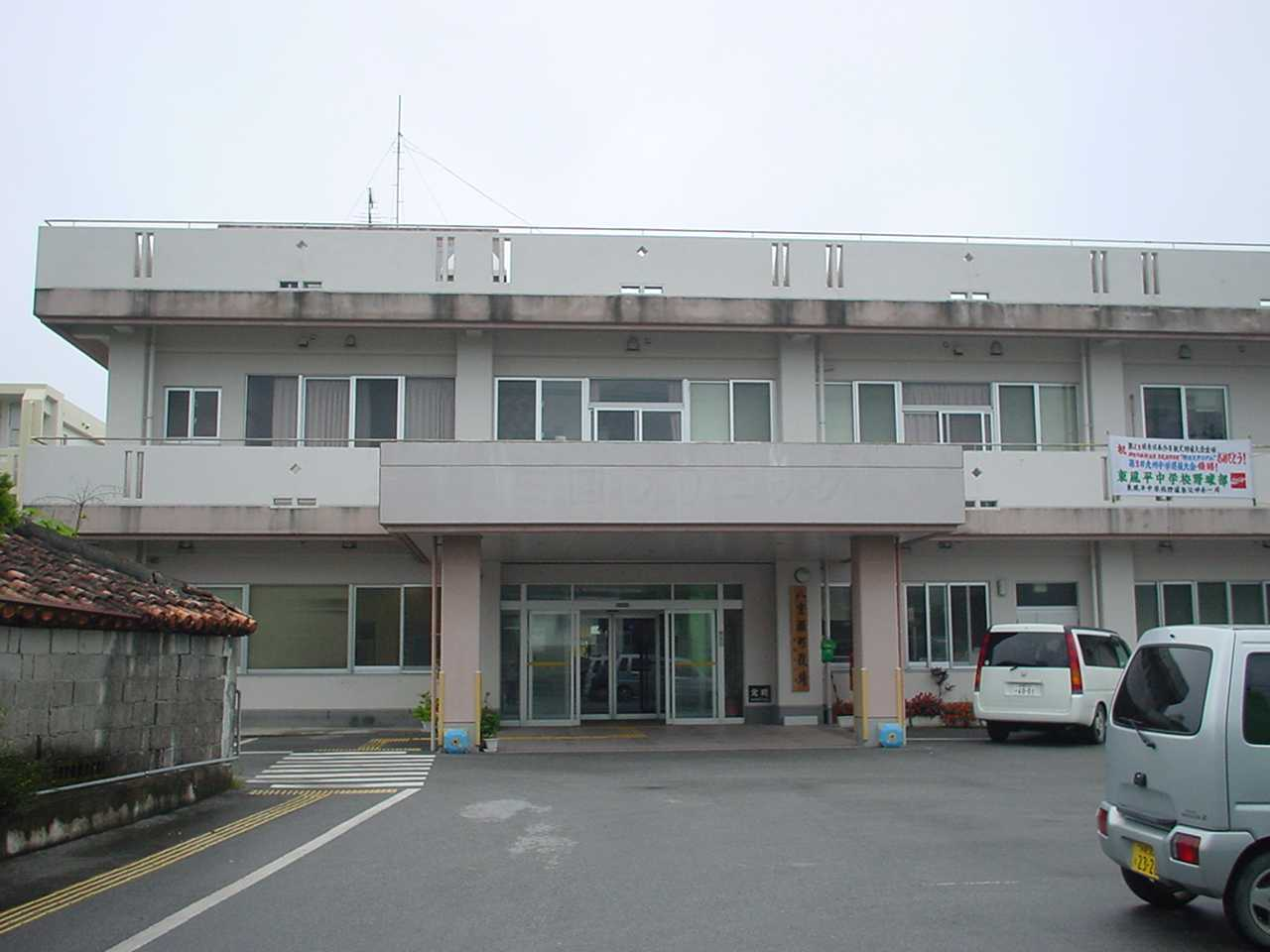
旧・東風平町役場

東風平町（こちんだちょう）は、沖縄本島南部にあった町。
沖縄県では珍しく海に面していない自治体であった。南風原町、大里村、具志頭村との合併を協議していたが意見の一致を見ず、2004年9月30日に合併協議会が解散となったが、2006年1月1日に具志頭村と合併し八重瀬町（やえせちょう）が誕生した。

## 地理

### 字
- 伊覇（いは）
- 上田原（うえたばる）
- 小城（こぐすく）
- 宜次（ぎし）
- 東風平（こちんだ）
- 志多伯（したはく）
- 高良（たから）
- 当銘（とうめ）
- 友寄（ともよせ）
- 富盛（ともり）
- 外間（ほかま）
- 屋宜原（やぎばる）
- 世名城（よなぐすく）

### 隣接していた自治体
- 豊見城市（2002年3月までは豊見城村）
- 糸満市（戦前は兼城村・高嶺村・真壁村、戦後～1961年は兼城村・高嶺村・三和村、1961年10月 - 1971年11月は糸満町）
- 南風原町（1980年3月までは南風原村）
- 大里村（現在の南城市）
- 具志頭村（現在の八重瀬町）

## 歴史
- 1611年の慶長検地の際、東風平間切は5村から成り立っていた。

後に新城・東風平・友利・当銘・与那城・志多伯・赤嶺・岸本の8村となる。
友利・宜寿次・外間の3村を真和志間切から、小城を豊見城間切から、山川を南風原間切から編入。
高良・伊覇を新設し新城を復帰させ岸本・赤嶺を廃止。
- 1903年　当銘と小城は志多伯へ、高良は世名城へ、外間は宜寿次へそれぞれ合併。大字は友寄・世名城・富盛・東風平・志多伯・宜寿次、小字は小城・当銘・外間・高良・伊覇の11字となる。
- 1908年　島嶼町村制により東風平村が形成される。
- 1947年　従来の6字（大字）制から12字になる。
- 1948年　屋宜原が東風平から分立して13字となる。
- 1979年10月1日 町制施行し東風平町となる。
- 2006年1月1日　具志頭村と合併し、八重瀬町となり消滅。

## 行政
- 町長（最後）・金城榮幸

## 現在の八重瀬町東風平地域

### 教育
- 沖縄県立南部工業高等学校
- 沖縄県立南部商業高等学校
- 沖縄県立向陽高等学校
- 八重瀬町立東風平中学校
- 八重瀬町立東風平小学校
- 八重瀬町立白川小学校
- 沖縄県立島尻養護学校

### 交通
路線バス
沖縄バスと琉球バス交通が町内を運行している。
- 34番・糸満（東風平）線（沖縄バス）
- 35番・糸満（志多伯）線（沖縄バス）
- 36番・糸満〜新里線（沖縄バス）
- 50番・百名（東風平）線（琉球バス交通）
- 51番・百名（船越）線（琉球バス交通）
- 53番・志喜屋線（琉球バス交通）
- 54番・前川線（琉球バス交通）
- 83番・玉泉洞線（琉球バス交通）
- 100番・白川線（沖縄バス）
- 200番・糸満おもろまち線（沖縄バス）

道路
- 那覇空港自動車道（国道506号）豊見城東道路（最寄インターは南風原南ICで、町内は通過のみ）
- 国道507号
  - 津嘉山バイパス
- 沖縄県道77号糸満与那原線（主要地方道）
- 沖縄県道82号那覇糸満線（主要地方道）
- 沖縄県道15号線
- 沖縄県道48号線
- 沖縄県道52号線
- 沖縄県道131号線
- 沖縄県道134号線
- 沖縄県道249号東風平豊見城線

### 主要施設
- 南部徳洲会病院（外間）

## スポーツ
2003年より日本ハムファイターズ（現・北海道日本ハムファイターズ）が二軍のキャンプ地として使用していた。しかし一軍のキャンプ地である沖縄本島北部の名護市との間で選手やコーチの移動に不便があることから、合併後の2006年のキャンプ後半の日程を北部の国頭村で行い、翌2007年からは全日程を国頭に移すことになった。なお、2013年1月下旬から3月初旬にかけ、韓国プロ野球のハンファ・イーグルスのキャンプ地として利用される。